# Elisabeth Ljunggren
Elisabeth Ingrid Ljunggren, senare Morris Elenbring, född 26 februari 1948 i Stockholm, är en svensk simmare. Hon tog totalt 12 individuella SM-guld, varav 9 på långbana och 3 på kortbana.
Ljunggren tävlade för SK Neptun. Hon deltog i två olympiska spel; OS 1964 i Tokyo och OS 1968 i Mexico City. Hennes bästa placering blev 8:e plats på 400 meter frisim.
1963 tilldelades hon Stora grabbars och tjejers märke. Ljunggren tog SM-guld på 200 meter frisim (kortbana) 1968. På 400 meter frisim (långbana) tog hon guld 1962, 1963, 1964 och 1967 samt brons 1961. På 800 meter frisim (kortbana) tog Ljunggren guld 1963 och 1968. På 200 meter bröstsim tog hon silver 1960 på både långbana och kortbana. På 400 meter medley (långbana) tog Ljunggren samtliga fem guld mellan 1962 och 1966. Hon var även en del av SK Neptuns lag som tog silver på 4x100 meter medley (långbana) 1961 och 4x100 meter bröstsim (kortbana) 1961.